# Rio Bistra (Sebeș)
O Rio Bistra é um rio da Romênia afluente do Sebeş, localizado no distrito de Sibiu.